# Tsuyogari
Tsuyogari (つよがり?) è un manga yaoi di Yonezo Nekota che raccoglie alcuni capitoli oneshot di genere sentimentale in un'ambientazione quotidiana e prevalentemente di tipo scolastico. In Italia è stato pubblicato da Magic Press nel settembre 2013.

## Trama

### Shiba e Onosaka
Il liceale Shiba e il suo giovane professore hanno una relazione. La storia tra i due, che si consuma anche tra le pareti di scuola, vede alti e bassi: primo segnale di rottura avviene quando lo studente, bisessuale, racconta con leggerezza di amare da sempre le ragazze con un seno formoso ed il professore e compagno prende ciò come un rifiuto e quasi un atteggiamento di sufficienza del ragazzo nei suoi confronti. Inoltre Shiba è sempre stato profondamente legato ad un suo compagno di classe sin dalle elementari, Inuo, che è ora uno dei ragazzi più belli della scuola; la vicinanza tra i due non può che ingelosire il professore Onosaka e portarlo a credere che tra i due ci sia di più che una semplice amicizia. Solo chiariti gli equivoci e riappacificatisi anche col sesso, Shiba e Onosaka ritrovano l'equilibrio.

### Inuo e Natsuda
Inuo, popolare studente del liceo, si sveglia dopo una festa selvaggia in un love hotel, sobbalzando nello scoprire di essere andato a letto... con un ragazzo!
Pieno di imbarazzo, paga l'alloggio e lascia l'albergo; ma il giorno dopo reincontra a scuola lo stesso ragazzo.
Scusatosi con lui, scopre che Natsuda, lungi dall'essere dispiaciuto, vorrebbe volentieri essere suo amico. I due cominciano a frequentarsi in compagnia anche di Shiba, caro amico di Inuo.
Inuo, stupito, nota che col tempo diventa innegabile di provare una forte attrazione per Natsuda finché una sera, rimasti soli a vedere un DVD, il ragazzo salta addosso all'amico, che scoppia in lacrime.
Dopo l'episodio i due si allontano, ma Inuo soffre terribilmente la lontananza dal giovane e quando Natsuda lo ignora deliberatamente Inuo piange di fronte a tutta la scuola. Colpito dalla reazione del ragazzo, Natsuda ascolta l'amico che gli rivela di amarlo. Ascoltata la dichiarazione, Natsuda gli confessa di aver sempre ricambiato il sentimento.
Dopo essersi messi insieme, Natsuda e Inuo devono affrontare la vita di coppia e la prima prova è la grande popolarità di Inuo che, sempre attorniato e corteggiato dalle ragazze, non disdegna di partecipare a feste e ad appuntamenti di gruppo. Natsuda, geloso ma deciso a non negare una libera vita sociale al compagno, soffre molto.
Le stesse emozioni contrastanti portano il giovane a pedinare Inuo per vedere se dopo la festa si accompagni ad altre ragazze, ma scoperto dallo stesso Inuo, a Natsuda nno resta che svelare il perché del suo comportamento e fare pace tra le lenzuola con Inuo.

### Keisuke ed Aki
Keisuke, fratello di Shiba, ha da poco ascoltato la dichiarazione d'amore dell'amico del cuore Aki che, dopo averlo baciato, gli ha proposto di fare l'amore assieme. Ancora giovanissimi, Keisuke si è ritratto: spaventato e colto di sorpresa. Per giorni respinge le chiamate di Aki e quando tenta di riavvicinarsi all'amico del cuore questi, ferito, lo ricambia con la stessa moneta. Capito lo sgarbo fatto all'amico, Keisuke si confida col fratello maggiore e il suo amico Inuo. Poi, sebbene ripreso dal fratello - che cerca di evitare ogni coinvolgimento romantico fra i due - , alla fine Keisuke raggiunge Aki, gli chiede scusa e accetta di unirsi a lui.

### Kaneda e Yukimoto
Kaneda è sempre stato molto legato al vicino di casa ed amico Yukimoto. Quando questi antepone a lui lo studio per i test di accesso all'università, Kaneda, sebbene comprendo l'importanza di ciò, rimane profondamente ferito.
Arrivato alle mani col geloso e trascurato Kaneda, Yukimoto ha un'illuminazione: la cocciutaggine dell'amico e la viscerale gelosia sono frutto della sua cotta!
Ormai in imbarazzo, Kaneda lascia che il vicino lo spogli e si unisca a lui. Solo dopo i due si dichiarano e Yuki mostra all'amico, a mo' di scusa, di avere acquistato i biglietti per un film che desideravano tanto vedere.

## Manga

### Volumi
| Nº | Data di prima pubblicazione                           | Data di prima pubblicazione                                     | Data di prima pubblicazione | Data di prima pubblicazione |
| Nº | Giapponese                                            | Giapponese                                                      | Italiano                    | Italiano                    |
| -- | ----------------------------------------------------- | --------------------------------------------------------------- | --------------------------- | --------------------------- |
| 1  | 10 maggio 2003 (Biblos) 1 aprile 2008 (Libre Shuppan) | ISBN 4835214552 (Biblos) ISBN 978-4-86263-376-7 (Libre Shuppan) | 7 settembre 2013            | ISBN 978-88-7759-625-3      |